# Sandy Lyle
Pour les articles homonymes, voir Lyle.
Sandy Lyle, Alexander Walter Lyle, né le 9 février 1958 à Shrewsbury en Angleterre, est un golfeur écossais.

## Biographie
Fils d'un professeur de golf qui lui fait faire ses premiers pas au golf miniature, il connaît une belle carrière amateur culminant par deux victoires dans le championnat amateur de golf anglais en 1975 et 1977.
Passé professionnel en 1977, il est nommé rookie de l'année pour sa première saison complète en 1978. C'est également l'année de son premier titre avec la victoire dans l' Open du Nigeria.
Il remporte son premier Tournoi du grand chelem lors du British Open 1985. Cette victoire d'un britannique est la première depuis celle de Tony Jacklin en 1969. Puis en 1988, il endosse la fameuse veste verte qui récompense le vainqueur du Masters, fait jamais réalisé par un britannique auparavant.
Terminant neuf fois dans les dix premiers du classement de l'ordre du mérite européen entre 1979 et 1992, il participe également au circuit américain, circuit sur lequel il remporte quatre titres.
Faisant partie des meilleurs joueurs européens, il participe ainsi à cinq Ryder Cup. Il fait surtout partie de l'équipe d'Europe qui remporte sa première victoire en 1985 depuis que la Ryder Cup se dispute entre les États-Unis et l'Europe, puis qui confirme sa victoire lors de l'édition suivante en 1987 sur le sol américain.